# Drapeau de la province de Gueldre
Le drapeau de la province de Gueldre est un drapeau tricolore horizontal bleu, jaune et noir. Il a été adopté le 15 avril 1953 par la députation provinciale de Gueldre.
Ses couleurs sont celles des armoiries de Gueldre, qui étaient celles du duché de Gueldre.

armoiries de Gueldre.

## Sources
- (en) Cet article est partiellement ou en totalité issu de l’article de Wikipédia en anglais intitulé « Flag of Gelderland » (voir la liste des auteurs).
- (en) « Gelderland Province (The Netherlands) », sur Flags of the world (consulté le 3 janvier 2014)